# La Grange, Wyoming
La Grange, även stavat LaGrange, är en småstad (town) i Goshen County i delstaten Wyoming i USA, med 448 invånare vid 2010 års folkräkning.

## Geografi
Staden ligger vid Horse Creek, ett biflöde till North Platte River.

## Utbildning
Bibelinstitutet Frontier School of the Bible i La Grange har omkring 225 studenter årligen, och har sina lokaler i renoverade byggnader i stadens historiska centrum.

## Kommunikationer
Den federala vägen U.S. Route 85 passerar genom staden. La Grange ligger vid Union Pacifics järnvägslinje, men linjen används idag enbart för genomgående frakttrafik.